# 2014-es U19-es labdarúgó-Európa-bajnokság
A 2014-es U19-es labdarúgó-Európa-bajnokság házigazdája Magyarország volt. A mérkőzéseket július 19. és július 31. között rendezték meg. A tornán azok a játékosok vehettek részt, akik 1995. január 1-je után születtek. Az Eb-t a német csapat nyerte.
A tornáról a csoportok első három helyezettje kijutott a 2015-ös U20-as labdarúgó-világbajnokságra.

## Helyszínek
A tornát a következő négy helyszínen rendezik meg:
| Stadion               | Város    | Férőhely |
| --------------------- | -------- | -------- |
| Szusza Ferenc Stadion | Budapest | 13 000   |
| ETO Park              | Győr     | 15 600   |
| Perutz Stadion        | Pápa     | 5 500    |
| Pancho Aréna          | Felcsút  | 3 500    |

## Résztvevők
| Nemzet       | Részvételi jog      | Előző részvételek száma |
| ------------ | ------------------- | ----------------------- |
| Magyarország | Rendező             | 1                       |
| Ukrajna      | 1. csoport, győztes | 2                       |
| Bulgária     | 2. csoport, győztes | 1                       |
| Izrael       | 3. csoport, győztes | 0                       |
| Szerbia      | 4. csoport, győztes | 6                       |
| Németország  | 5. csoport, győztes | 5                       |
| Ausztria     | 6. csoport, győztes | 4                       |
| Portugália   | 7. csoport, győztes | 6                       |

## Játékvezetők
Az UEFA hat játékvezetőt és nyolc asszisztenst nevezett meg. A rendező országból további két negyedik játékvezetőt választott ki.
| Játékvezetők - Kevin Clancy (skót) - Javier Estrada Fernández (spanyol) - Tore Hansen (norvég) - Enea Jorgji (albán) - Stephan Klossner (svájci) - Kovács István (román) | Asszisztensek - Yashar Abbasov (azeri) - Jevgenyij Belszkij (kazak) - Laurent Conotte (belga) - Darren England (angol) - Borut Križarić (horvát) - Henrik Larsen (dán) - Wayne McDonnell (ír) - Gylfi Már Sigurðsson (izlandi) | Negyedik játékvezetők - Bognár Tamás (magyar) - Fábián Mihály (magyar) |

## Csoportkör
| Színmagyarázat |
| --- |
| A csoportok első két helyezettje bejutott az elődöntőbe, és kijutott a 2015-ös U20-as labdarúgó-világbajnokságra. |
| A csoportok harmadik helyezettjei kiestek, de kijutottak a 2015-ös U20-as labdarúgó-világbajnokságra.             |
| A csoportok negyedik helyezettjei kiestek.                                                                        |

A sorrend meghatározása
Az Európa-bajnokság csoportjaiban ha két vagy több csapat a csoportmérkőzések után azonos pontszámmal állt, a következő pontok alapján kellett megállapítani a sorrendet:
1. több szerzett pont az azonosan álló csapatok között lejátszott mérkőzéseken
2. jobb gólkülönbség az azonosan álló csapatok között lejátszott mérkőzéseken (ha kettőnél több csapat áll azonos pontszámmal)
3. több szerzett gól az azonosan álló csapatok között lejátszott mérkőzéseken (ha kettőnél több csapat áll azonos pontszámmal)
4. Ha a felsorolt első három pont alapján két, vagy több csapat még mindig holtversenyben áll, akkor az első három pontot mindaddig alkalmazni kell, ameddig nem dönthető el a sorrend. Ha a sorrend nem dönthető el, akkor az 5–10. pontok alapján állapítják meg a sorrendet
5. jobb gólkülönbség az összes csoportmérkőzésen
6. több szerzett gól az összes csoportmérkőzésen
7. jobb fair play pontszám
8. sorsolás

- Ha a felsorolt első hét pont alapján csak két csapat áll úgy holtversenyben, hogy az utolsó csoportmérkőzést egymás ellen játszották (azaz az utolsó csoportmérkőzés, amelyet egymás ellen lejátszottak, döntetlen lett, és a pontszámuk, összesített gólkülönbségük, az összes szerzett góljuk száma is azonos), akkor közöttük büntetőrúgások döntenek a sorrendről.

### A csoport
| Csapat       | M | Gy | D | V | G+ | G– | Gk | P |
| ------------ | - | -- | - | - | -- | -- | -- | - |
| Portugália   | 3 | 3  | 0 | 0 | 11 | 2  | +9 | 9 |
| Ausztria     | 3 | 2  | 0 | 1 | 7  | 3  | +4 | 6 |
| Magyarország | 3 | 1  | 0 | 2 | 4  | 10 | –6 | 3 |
| Izrael       | 3 | 0  | 0 | 3 | 1  | 8  | –7 | 0 |

| 2014. július 19. 18:00 |

| Portugália              | 3–0               | Izrael |
| ----------------------- | ----------------- | ------ |
| Lopes 39' 78' Silva 64' | (1–0) Jegyzőkönyv |        |

| Pancho Aréna, Felcsút Játékvezető: Kovács István (román) |

| 2014. július 19. 18:30 |

| Magyarország | 1–3               | Ausztria                                      |
| ------------ | ----------------- | --------------------------------------------- |
| Varga 60'    | (0–2) Jegyzőkönyv | Bytyqi 15' (11-esből) Blutsch 18' Michorl 48' |

| Szusza Ferenc Stadion, Budapest Játékvezető: Javier Estrada Fernández (spanyol) |

| 2014. július 22. 18:00 |

| Ausztria                                         | 3–0               | Izrael |
| ------------------------------------------------ | ----------------- | ------ |
| Bytyqi 28' (11-esből) Grillitsch 42' Grubeck 73' | (2–0) Jegyzőkönyv |        |

| Szusza Ferenc Stadion, Budapest Játékvezető: Enea Jorgji (albán) |

| 2014. július 22. 20:30 |

| Magyarország | 1–6               | Portugália                                                   |
| ------------ | ----------------- | ------------------------------------------------------------ |
| Mervó 73'    | (0–2) Jegyzőkönyv | Rodrigues 32' (11-esből) Silva 45' 66' 89' 90+2' Martins 75' |

| Pancho Aréna, Felcsút Játékvezető: Tore Hansen (norvég) |

| 2014. július 25. 18:00 |

| Izrael   | 1–2               | Magyarország          |
| -------- | ----------------- | --------------------- |
| Hugi 36' | (1–2) Jegyzőkönyv | Kalmár 25' Balogh 39' |

| Szusza Ferenc Stadion, Budapest Játékvezető: Kevin Clancy (skót) |

| 2014. július 25. 18:00 |

| Ausztria       | 1–2               | Portugália               |
| -------------- | ----------------- | ------------------------ |
| Grillitsch 46' | (0–1) Jegyzőkönyv | Podstawski 41' Baldé 86' |

| Pancho Aréna, Felcsút Játékvezető: Stephan Klossner (svájci) |

### B csoport
| Csapat      | M | Gy | D | V | G+ | G– | Gk | P |
| ----------- | - | -- | - | - | -- | -- | -- | - |
| Németország | 3 | 2  | 1 | 0 | 6  | 1  | +5 | 7 |
| Szerbia     | 3 | 1  | 2 | 0 | 4  | 3  | +1 | 5 |
| Ukrajna     | 3 | 1  | 1 | 1 | 2  | 3  | –1 | 4 |
| Bulgária    | 3 | 0  | 0 | 3 | 0  | 5  | –5 | 0 |

| 2014. július 19. 17:15 |

| Ukrajna  | 1–1               | Szerbia       |
| -------- | ----------------- | ------------- |
| Burda 1' | (1–1) Jegyzőkönyv | Maksimović 7' |

| ETO Park, Győr Játékvezető: Stephan Klossner (svájci) |

| 2014. július 19. 20:15 |

| Bulgária | 0–3               | Németország            |
| -------- | ----------------- | ---------------------- |
|          | (0–2) Jegyzőkönyv | Selke 1' 56' Syhre 28' |

| ETO Park, Győr Játékvezető: Kevin Clancy (skót) |

| 2014. július 22. 18:00 |

| Németország           | 2–2               | Szerbia                  |
| --------------------- | ----------------- | ------------------------ |
| Selke 39' Stark 90+1' | (1–2) Jegyzőkönyv | Maksimović 32' Jović 41' |

| Perutz Stadion, Pápa Játékvezető: Javier Estrada Fernández (spanyol) |

| 2014. július 22. 21:00 |

| Bulgária | 0–1               | Ukrajna         |
| -------- | ----------------- | --------------- |
|          | (0–0) Jegyzőkönyv | Tankovszkij 88' |

| Perutz Stadion, Pápa Játékvezető: Kovács István (román) |

| 2014. július 25. 20:15 |

| Szerbia    | 1–0               | Bulgária |
| ---------- | ----------------- | -------- |
| Mandić 90' | (0–0) Jegyzőkönyv |          |

| Perutz Stadion, Pápa Játékvezető: Enea Jorgji (albán) |

| 2014. július 25. 20:15 |

| Németország  | 2–0               | Ukrajna |
| ------------ | ----------------- | ------- |
| Selke 3' 66' | (1–0) Jegyzőkönyv |         |

| ETO Park, Győr Játékvezető: Tore Hansen (norvég) |

## Egyenes kieséses szakasz
|  |            |             |             |             |   |            |            |       |
|  | Elődöntők  | Elődöntők   | Elődöntők   |             |   | Döntő      | Döntő      | Döntő |
|  | Elődöntők  | Elődöntők   | Elődöntők   |             |   | Döntő      | Döntő      | Döntő |
|  | július 28. |             |             |             |   |            |            |       |
|  |            |             |             |             |   |            |            |       |
|  | A1         | Portugália  | 0 (4)       |             |   |            |            |       |
|  | A1         | Portugália  | 0 (4)       | július 31.  |   |            |            |       |
|  | B2         | Szerbia     | 0 (3)       |             |   |            |            |       |
|  | B2         | Szerbia     | 0 (3)       |             |   | Portugália | Portugália | 0     |
|  | július 28. |             |             |             |   | Portugália | Portugália | 0     |
|  |            |             | Németország | Németország | 1 |            |            |       |
|  | B1         | Németország | Németország | Németország | 1 | 4          |            |       |
|  | B1         | Németország |             |             |   |            |            |       |
|  | A2         | Ausztria    | 0           |             |   |            |            |       |
|  | A2         | Ausztria    | 0           |             |   |            |            |       |
|  |            |             |             |             |   |            |            |       |

### Elődöntők
| 2014. július 28. 18:00 |

| Németország                                     | 4–0               | Ausztria |
| ----------------------------------------------- | ----------------- | -------- |
| Selke 20' Stendera 30' Öztunali 58' Mukhtar 68' | (2–0) Jegyzőkönyv |          |

| Szusza Ferenc Stadion, Budapest Játékvezető: Kevin Clancy (skót) |

| 2014. július 28. 21:00 |

| Portugália                             | 0–0 (h. u.) | Szerbia                                         |
| -------------------------------------- | ----------- | ----------------------------------------------- |
|                                        | Jegyzőkönyv |                                                 |
| Büntetőpárbaj                          |             |                                                 |
| Lopes Silva Guzzo Podstawski Rodrigues | 4–3         | Gaćinović Zdjelar Ristić Jokić Milinković-Savić |

| Pancho Aréna, Felcsút Játékvezető: Kovács István (román) |

### Döntő
| 2014. július 31. 19:00 |

| Portugália | 0–1               | Németország |
| ---------- | ----------------- | ----------- |
|            | (0–1) Jegyzőkönyv | Mukhtar 39' |

| Szusza Ferenc Stadion, Budapest Játékvezető: Javier Estrada Fernández (spanyol) |

| A 2014-es U19-es labdarúgó-Európa-bajnokság győztese |
| ---------------------------------------------------- |
| · Németország · 3. cím                               |

## Gólszerzők
6 gólos
- Davie Selke

5 gólos
- André Silva

2 gólos
- Sinan Bytyqi
- Florian Grillitsch
- Hany Mukhtar
- Rony Lopes
- Nemanja Maksimović

1 gólos
- Markus Blutsch
- Valentin Grubeck
- Peter Michorl
- Levin Öztunali
- Niklas Stark
- Marc Stendera
- Anthony Syhre
- Balogh Norbert
- Kalmár Zsolt
- Mervó Bence
- Varga Szabolcs
- Dor Hugi
- Gelson Martins
- Tomás Podstawski
- Romário Baldé
- Ivo Rodrigues
- Luka Jović
- Staniša Mandić
- Mykyta Burda
- Vyacheslav Tankovskiy